# Александровка (Тевризский район)
Алекса́ндровка — село в Тевризском районе Омской области России. Административный центр Александровского сельского поселения.

## География
Село находится в северной части Омской области, к северу от реки Иртыш, южнее реки Туй, на расстоянии примерно 38 км (по прямой) к востоку-северо-востоку (ESE) от посёлка городского типа Тевриз, административного центра района. Абсолютная высота — 84 м над уровнем моря.

### Часовой пояс
Село Александровка, как и вся Омская область, находится в часовой зоне МСК+3. Смещение применяемого времени относительно UTC составляет +6:00.

## История
Основано в 1903 году. По данным 1928 года в селе имелось 32 хозяйства и проживало 162 человека (в основном — белоруссы). В административном отношении являлось административным центром сельсовета Тевризского района Тарского округа Сибирского края.

## Население
| 1926 | 2010 |
| ---- | ---- |
| 162  | ↘80  |

Гендерный состав
По данным Всероссийской переписи населения 2010 года, в гендерной структуре населения мужчины составляли 55 %, женщины — соответственно 45 %.
Национальный состав
Согласно результатам переписи 2002 года, в национальной структуре населения русские составляли 92 %.

## Улицы
Уличная сеть села состоит из двух улиц (ул. Молодёжная и ул. Центральная).

## Инфраструктура
В селе функционируют основная общеобразовательная школа, фельдшерско-акушерский пункт (структурное подразделение Тевризской ЦРБ), сельский клуб и отделение Почты России.